# Eduardo Galeano
Eduardo Hughes Galeano (Montevideo, 3 september 1940 – aldaar, 13 april 2015) was een Uruguayaans journalist en schrijver. Zijn bekendste werken zijn De aderlating van een continent (Las venas abiertas de América Latina, 1971) en Kroniek van het vuur (Memoria del fuego, 1986). In zijn boeken combineert Galeano fictie, journalistiek, politieke analyse en geschiedschrijving. Hij was een uitgesproken criticus van de globalisering vanwege de effecten voor de minderbedeelden. Hij was een beroemdheid in Latijns-Amerika en bij zijn dood beschreven de kranten hem als een van de belangrijkste anti-kapitalistische stemmen van dit continent.

## Biografie
In 1940 werd Galeano geboren in een katholiek middenklassegezin van Europese immigranten. Als tiener werkte hij in fabrieken, als typist en als kassier bij een bank. Op veertienjarige leeftijd verkocht hij zijn eerste politiek getinte cartoon aan het weekblad van de Socialistische Partij van Uruguay, El Sol.
Als kind wilde hij een beroemd voetballer worden: "Ik wilde voetballer worden, en ik werd de allerbeste, de nummer één, beter dan Maradona, beter dan Pelé, zelfs beter dan Messi – maar alleen ’s nachts, in mijn dromen. Als ik wakker word, realiseer ik me dat ik houten benen heb en dat ik gedoemd ben schrijver te zijn."
Al op 20-jarige leeftijd werkte hij als redacteur bij Uruguays meest vooraanstaande weekblad Marcha. Daarnaast was hij twee jaar redacteur van het dagblad Época. Galeano zegt dat hij verhalen heeft leren vertellen in de cafés van Montevideo: "Zij waren mijn universiteit. Ik ben gek op dit soort plaatsen, waar anonieme mensen, die alle tijd van de wereld hebben, de meest geweldige verhalen kunnen vertellen."
In de jaren zestig steeg de politieke spanning in Uruguay door de strijd van de regering tegen de Tupamaros. De terreurcampagne van president Juan Maria Bordaberry leidde tot censuur van de media, verdwijningen van dissidenten, dwangarbeid en moordpartijen. Na een militaire staatsgreep in 1973 belandde Galeano in de gevangenis en later moest hij Uruguay ontvluchten.
Hij vluchtte naar Argentinië, waar hij het culturele tijdschrift Crisis oprichtte. Maar ook daar was hij niet veilig, want zijn boek De aderlating van een continent was door de rechtse regeringen in Uruguay, Chili en Argentinië verboden. Na de staatsgreep van Jorge Videla in 1976 werd Galeano ter dood veroordeeld. Hij kon vluchten naar Spanje waar hij bleef tot in 1985.
Terug in Montevideo lanceerde hij in 1985, samen met Juan Carlos Onetti en Mario Benedetti het tijdschrift Brecha, dat nog steeds bestaat.
Eind jaren tachtig zette hij zijn eigen uitgeverij op, Ediciones del Chanchito (Uitgeverij Het Varkentje).
In 2004 won Tabaré Vázquez met de linkse beweging Frente Amplio de Uruguayaanse verkiezingen. Galeano schreef vervolgens voor het Amerikaanse politieke maandblad The Progressive een stuk onder de titel Where the People Voted Against Fear. Daarin uitte hij zijn steun voor de nieuwe regering en concludeerde dat het Uruguayaanse volk voor het gezond verstand ("common sense") gekozen had omdat het zich bedrogen voelde door de traditionele partijen, de Partido Colorado en Blanco.
Een jaar later werd Galeano adviseur van de door Hugo Chavez gefinancierde televisiezender TeleSUR.
Eduardo Galeano overleed aan longkanker op 13 april 2015. Meteen na zijn overlijden werd Galeano opgebaard in het parlementsgebouw te Montevideo, waar president Vázquez en honderden familieleden, vrienden en politici afscheid van hem namen.
Galeano was drie keer getrouwd, met Silvia Brando (1959-1962), Graciela Berro (in 1962) en ten slotte met Helena Villagra in 1976.

## De aderlating van een continent
Galeano maakte naam met De aderlating van een continent. Tijdens een pan-Amerikaanse top in 2009 overhandigde de toenmalige president van Venezuela, Hugo Chavez de Amerikaanse president Obama een exemplaar van het boek.
Het was meteen de internationale doorbraak van Galeano. Wat hem daarbij hielp, was dat in de eerste jaren na de publicatie het leger de macht greep in zowel Uruguay als Argentinië en Chili. De rechtse militaire machthebbers genoten hierbij de steun van Washington, dat hun dictaturen zag als nuttige buffer tegen het vermeende oprukkende communisme. Ook verdedigden de militairen de Amerikaanse economische belangen in de zuidpunt van Zuid-Amerika beter.
Galeano’s historische verhandeling bleek naadloos aan te sluiten op de actualiteit. In linkse kringen groeide De aderlating van een continent de volgende jaren uit tot een bestseller. In de straten van La Paz worden in boekenstalletjes nog steeds illegale kopieën verkocht. Galeano inspireerde tal van opstandige groeperingen, zoals de mijnwerkers in Bolivia die dynamietstaven gooiden naar politici. Daar lijkt het kolonialisme na vijf eeuwen nog steeds te bestaan.

## Thematiek
Eduardo Galeano schrijft vooral over thema’s als macht, onrechtvaardigheid en uitbuiting.
Andere terugkerende thema’s zijn de voortdurende onderdrukking van de vrouw, de geschiedenis van de slavernij en het racisme, waaraan volgens Galeano nooit een einde lijkt te komen, maar ook de voortdurende verspilling van de natuurlijke hulpbronnen. Een van de favoriete doelwitten van Galeano was Coca-Cola: "Dankzij hen drinken de arme kinderen in de sloppenwijken geen melk meer maar cola."
Hij had zijn hart verpand aan heel Latijns-Amerika. Zo schreef hij over de verschillende godsdiensten in de favela's in Brazilië, het peronistische populisme in Argentinië, een voetbalwedstrijd die tot een oorlog zou leiden (tussen El Salvador en Honduras) en de schoonheid van de poëzie uit Nicaragua.

## Stijl
Zijn stijl wordt elegant genoemd, nooit een overbodig woord, alles staat precies op zijn plek en als het even kan maakt Galeano ook een grap. Hij gebruikt vaak het vignet als literaire vorm. De taal kan variëren van dichterlijk, filosofische aforismen tot zinnen met een ironische of sarcastische toets.

- De rijkdom van veel mensen op deze wereld is het resultaat van de armoede van anderen. Het wordt tijd dat we de kloof tussen rijk en arm kleiner maken.
- Ik realiseer me dat praten over de machtigen en de underdogs absoluut niet in de mode is. Maar ik ben dan ook een prehistorisch mens.